# Zvezdano vreme
Zvezdano vreme je vreme mereno u odnosu na prividno kretanje tačke prolećne ravnodnevice (gama tačka) po nebeskoj sferi. Prividno kretanje gama tačke je veoma slično, ali ne i identično prividnom kretanju zvezda. Zvezdani dan je vreme koje protekne između dva prolaska gama tačke kroz nebeski/mesni meridijan. Zvezdani dan razlikuje se od perioda rotacije zbog precesije Zemljine ose, tj. kretanja gama tačke po ekliptici
Siderički dan ili zvjezdani dan je period rotacije planete u odnosu na udaljene zvezde. Zemljin siderički dan definisan kao vreme između dva prolaska proletne tačke kroz nebeski meridijan i iznosi 23 sati 56 minuta i 4 sekunde. Siderički period ophoda (revolucije) vreme je za koje planeta, satelit (prirodni ili veštački) ili neko drugo telo obiđe oko matičnoga tela. Siderička je godina Merkura približno 97 dana, Venere 224,695 dana, Marsa 686,98 dana, Jupitera 11,87 godina, Saturna 29,45 godina.

## Sunčevo i zvezdano vreme
U svakodnevnom delovanju najvažnije razdoblje vremena određeno je izmenom svetlosti i tame (dnevnom izmenom osunčenja ili insolacije). Položaj Sunca na nebeskoj sferi prestavlja kazaljku pomoću koje se ustanovljava doba dana. Računanje vremena dana počinje u ponoć, u času kada se Sunce nalazi u donjoj kulminaciji. Sunčev dan (sinodički dan) je vreme koje proteče između Sunčeve dve uzastopne istovetne kulminacije (gornje u podne ili donje u ponoć). Slično tome, zvezdani dan (siderički dan) je vreme u kojem puni okret učini neka zvezda, ili tačnije rečeno proletna tačka. Sunčevo vreme služi za svakodnevne životne delatnosti. Znajući trenutak Sunčevog vremena, može se odrediti položaj Sunca na nebu. Može se steći utisak da to nije problem, jer se Sunce iznad obzora lako ugleda. Međutim kod zvezda to nije tako. Zvezde su mnogo manjeg sjaja nego Sunce. Zvezdano vreme je potrebno da bi se odredio položaj zvezda, a osim u astronomiji, primenjuje se u geodeziji i navigaciji.

### Zvezdano vreme
Kazaljka zvezdanog vremena je proletnja tačka. Zvezdano vreme jednako je satnom uglu proletnje tačke. Zvezdani dan počinje kada se proletnja tačka nalazi u gornjoj kulminaciji. Zvezdano vreme povezano je u svakom času sa satnim uglom i rektascenzijom zvezde. Ono je ograničeno time na razdoblje od 0 do 24 h. Zvezdano vreme teče onoliko jednoliko koliko se jednoliko Zemlja okreće. Tok zvezdanog vremena određen je samo Zemljinom vrtnjom u odnosu na zvezde. U toku vremena postoje male promene. Razlozi tih promena trojaki su. Jedan je učinak plime. Pri kretanju plimnih talasa dolazi do trenja između vodenih masa i dna. Trenjem se gubi deo kinetičke energije vrtnje pa se ona usporava. Pojava se očituje na vekovnim skalama. Zatim, postoje sezonske promene brzine vrtnje, jer se zavisno od godišnjeg doba menjaju jačine i smerovi vetrova te morskih struja. Stoga se vrtnja usporava i ubrzava u toku godine, zavisno od toga pomažu li strujanja Zemljinoj vrtnji ili odmažu. Treći razlog krije se u kretanjima u Zemljinoj unutrašnjosti i u fizičkom prostoru Zemljine okoline.
Sunčev dan je zadat ne samo Zemljinom vrtnjom oko vlastite ose, već i Zemljinom godišnjom putanjom oko Sunca. Pritom Zemlja učini jedan okret više oko svoje ose, s obzirom na proletnju tačku (ili zvezde) nego s obzirom na Sunce. Obilaženje oko Sunca čini jedan dodatni okret Zemlje prema sistemu zvezda. To znači da će broj zvezdanih dana u Sunčevoj (tropskoj) godini biti za jedinicu veći od broja Sunčevih dana u Sunčevoj godini:
(T + 1) zvezdani dan = T Sunčev dan
gde je T - Sunčeva ili tropska godina koja iznosi 365 d 5 h 48 min 46 s = 365,24219 d, pa se dobija:
1 zvezdani dan = 23 h 56 min 4 s
Zvezdani dan deli se sam po sebi u 24h zvezdanog vremena, a sati, minute i sekunde zvezdanog vremena takode traju kraće od sata, minuta i sekundi Sunčevog vremena:
1 zvezdani sat = 59 min 50 s
1 zvezdana minuta = 59,8 s
Zvezdano vreme zavisi od godišnjeg doba. Onog časa kada je Sunce u proletnjoj tački s kojom zajedno prolazi kroz gornju kulminaciju podne je (12 h Sunčeva vremena), ali istodobno je i početak zvezdanog dana (0 h zvezdanog vremena). Narednog će se dana Sunce naći istočnije od proletnje tačke, jer ono među zvezdama odmiče na istok, pa će u dnevnoj vrtnji neba „zaostajati” za zvezdama i kasnije proći nego proletnja tačka. Kada ugao između satnog kruga proletnje tačke i Sunca poraste na 90° (početak leta), zvezdano će vreme biti „mlađe” od Sunčeva za 6 h; kada poraste na 180° (početak jeseni), zvezdano vreme jednako je Sunčevom; kada razlika dosegne 270° (početak zime), zvezdano će vreme biti za 6 h "starije" od Sunčevog.

### Srednji Sunčev dan
Sunce se ne kreće jednolikom brzinom po ekliptici, a ekliptika se ne podudara s nebeskim ekvatorom. Po ekliptici se Sunce ne kreće jednoliko, jer njegovo prividno kretanje samo odražava pravo kretanje Zemlje oko Sunca; Zemlja se po ekliptičnoj stazi kreće promenjivom brzinom. Stoga Sunce ne prelazi svakog dana jednake uglove po ekliptici. Sunce isto menja svoju ugaonu udaljenost od nebeskog ekvatora. To znači da ono osim kretanja uporedo s nebeskim ekvatorom izvodi još i kretanje u smeru okomitom na ekvator. Na primer, dan posle početka proleća, Sunce će se naći nešto severnije od nebeskog ekvatora. Dnevni pomaci na sever ili na jug od nebeskog ekvatora najveći su u doba ravnodnevnica, a u doba oko solsticija Sunce se kreće usporedo s nebeskim ekvatorom. To znači, i kada bi se Sunce ekliptikom i kretalo ravnomerno, njegova se projekcija na nebeski ekvator ne bi kretala ravnomerno.
Pravi Sunčevi dani ne traju zato jednako. Srednji Sunčev dan (ili naprosto dan) je prosek svih pravih Sunčevih dana u toku tropske ili Sunčeve godine. Danas se trajanje srednjeg Sunčevog dana prati pomoću atomskih satova. Godine 1967. dogovoreno je da se umesto sekunde određene iz kretanja Zemlje, kao jedinica vremena koristi atomska sekunda ili sekunda određena atomskim satom. Ta je sekunda povezana s trajanjem tropske ili Sunčeve godine 1900. Sekundom se smatra razdoblje vremena koji je bio 31 556 925,9747 puta sadržan u toj tropskoj godini. Kako se dužina dana i tropske godine s vremenom menjaju, to se radi usklađenja vremena dana s kalendarom ubacuje u kalendarski dan dodatna (prekobrojna) sekunda.

### Jednačina vremena
Prirodne pojave, kao što su izlazak i zalazak Sunca, te gornja kulminacija (pravo mesno podne), zavise od kretanja pravog Sunca. Da bi se trenutak dana povezao sa satnom kružnicom na kojoj se nalazi Sunce, ustanovljena je razlika pravog i srednjeg Sunčeva vremena. Razlika je poznata pod nazivom jednačina vremena:
jednačina vremena = pravo Sunčevo vreme - srednje Sunčevo vreme

### Srednje Sunčevo vreme
Pošto se svako vreme, zvezdano i Sunčevo, meri satnim uglom (u odnosu na meridijan posmatrača), ono je lokalnog karaktera. Svaka zemljopisna dužina ima svoje vreme. Ako je kod nas podne, zapadno od nas će biti još jutro, a istočnije od nas će biti popodne. Svakih 15° zemljopisne dužine donosi razliku mesnih vremena od 1 sat. Zato je na nekoj zemljopisnoj dužini λ, srednje Sunčevo vreme jednako:
Kod istočnih zemljopisnih dužina predznak je pozitivan, kod zapadnih negativan. Svetsko ili univerzalno vreme UT (eng. Universal Time) srednje je Sunčevo vreme na 0° meridijanu ili griničkom meridijanu. Zemljopisna dužina λ se može izraziti u vremenskim jedinicama koristeći sledeće odnose: 1 h = 15°; 1 min = 15'; 1 s = 15"; 1° = 4 min; 1' = 4 s; 1" = 0,066 s.

### Koordinirano svetsko vreme UTC
U društvenim zajednicama uspostavljeno je pojasno ili zonsko vreme. Umesto da se svako mesto ravna po svojem srednjem Sunčevom vremenu koje započinje u mesnu ponoć, čitave države ili njihovi delovi imaju zajedničko vreme. Cela je Zemlja raspodeljena na 24 vremenske zone ili pojasa. Središnji meridijani vremenske zone razmaknuti su za 15°. Unutar svake zone poštuje se jedinstveno vreme. Pojedine države su uvele i letnje računanje vremena (eng. Daylight saving time ili DST), kojim se tokom letnih meseci, kazaljke prebacuju obično za jedan sat unapred u odnosu na koordinirano svetsko vreme (eng. Coordinated Universal Time ili UTC). Na Balkanu se primenjuje srednjoevropsko vreme ili UTC+1 (tačnije rečeno srednjoevropsko zimsko vreme), koje je određeno srednjim Sunčevim vremenom za istočnu zemljopisnu dužinu od 15° E, a od 1983. primenjuje se i letnje računanje vremena. Kada se želi iskazati vremenski redosled pojava opažanih na različitim zemljopisnim dužinama, kao i prave vremenske razlike, trenutak vremena izražava se pomoću koordiniranog svetskog vremena UTC.

### Pravo Sunčevo vreme
Odnosi pravog i srednjeg Sunčevog vremena, mesnog i zonskog, koriste se da se utvrdi koliko je sati u trenutku pravog vremena. Građansko vreme je srednje Sunčevo vreme samo za određeni meridijan.

### Datumska granica
Trenutak ponoći u nekoj vremenskoj zoni odeljuje prošli dan od idućeg dana. Dakle, postoji jedna prirodna granica datuma (nadnevka) koja se neprestano pokreće od vremenske zone do zone. Zato na Zemlji mora postojati još jedna granica datuma, jer dva područja na Zemlji, koja istodobno imaju dva različita datuma, moraju se sučeljavati na dve, a ne samo na jednoj granici. Zato je postavljena čvrsta datumska granica, i to u najmanje naseljenom području Tihog okeana. S obe strane granice isto je vreme u danu, jer je jednaka osunčanost, ali se susreću dva različita datuma. Izvodi se pravilo da prilikom prelaska datumske granice treba jedan dan oduzeti ako se putuje sa zapada na istok, a dodati jedan dan kad se putuje s istoka na zapad. Putovanjem na istok putnik zalazi u područje sve „starijeg” dana, mora pomicati satnu kazaljku neprestano unapred, pa na čitavom krugu oko Zemlje napuni jedan dan. Zato stekne jedan dan više, pa ga pri prelasku datumske granice mora odbiti.

## Refernce
1. ↑  Weisstein, Eric W. (2007). „Solar Day”. Приступљено 31. 5. 2011.
2. ↑  Weisstein, Eric W. (2007). „Day”. Приступљено 31. 5. 2011.
3. ↑  Milham, Willis I. (1945). Time and Timekeepers. New York: MacMillan. стр. 11—15. ISBN 978-0780800083.
4. ↑  NIST n.d. A more precise definition is given later in the lead.
5. ↑  Siderički period,  "Hrvatska enciklopedija", Leksikografski zavod Miroslav Krleža, www.enciklopedija.hr, 2014.
6. ↑  Vladis Vujnović : "Astronomija", Školska knjiga, 1989.
7. ↑  British Commission on Longitude (1794). Nautical Almanac and Astronomical Ephemeris for the year 1803. London, UK: C. Bucton.
8. ↑  „Date and Time Definitions”. United States Naval Observatory. Архивирано из оригинала 07. 10. 2017. г. Приступљено 3. 3. 2013.
9. ↑  „Daylight Saving Time "fall back" doesn't equal sleep gain”. Harvard Health Publishing. Harvard Health Publishing. novembar 2013. Приступљено 14. 10. 2018.
10. ↑  „Adjusting to Daylight Savings Time”. www.medicalwesthospital.org. Приступљено 3. 2. 2019.

## Literatura
- Astronomical Almanac for the Year 2017. Washington and Taunton: US Government Printing Office and The UK Hydrographic Office. 2016. ISBN 978-0-7077-41666.
- Bakich, Michael E. (2000). The Cambridge Planetary Handbook. Cambridge University Press. ISBN 978-0-521-63280-5.
- „Earth Rotation Angle”. International Earth Rotation and Reference System Service. 2013. Приступљено 20. 3. 2018.
- Explanatory Supplement to the Ephemeris. London: Her Majesty's Stationery Office. 1961.
- „Time and Frequency from A to Z, S to So”. National Institute of Standards and Technology.
- Urban, Sean E.; Seidelmann, P. Kenneth, ур. (2013). Explanatory Supplement to the Astronomical Almanac (3rd изд.). Mill Valley, CA: University Science Books. ISBN 978-1-891389-85-6.
- Helyar, A.G. „Sun Data”. Архивирано из оригинала 11. 1. 2004. г.
- Meeus, J (1997). Mathematical Astronomy Morsels. Richmond, Virginia: Willman-Bell.
- McCarthy, Dennis D.; Seidelmann, P. Kenneth (2009). TIME From Earth Rotation to Atomic Physics. Weinheim: Wiley VCH. ISBN 978-3-527-40780-4.
- Huygens, Christiaan (1665). Kort Onderwys aengaende het gebruyck der Horologien tot het vinden der Lenghten van Oost en West. The Hague: [publisher unknown].

## Spoljašnje veze
- Kalkulator sideričkog vremena